# Левицький Євген Федорович
Євге́н Фе́дорович Леви́цький (24 січня 1944, Мишів, Іваничівський район, Волинська область) — російський учений у галузі медицини. Доктор медичних наук. Професор. Заслужений діяч науки Російської Федерації (2003). Академік Медико-технічної академії Росії.

## Біографічні відомості
Народився в Україні. Батько — Фелікс Станіславович Левицький. Мати — Тетяна Іванівна Левицька (до шлюбу Панасюк).
1968 року закінчив лікувальний факультет Томського медичного інституту.
у 1968—1980 роках був аспірантом, асистентом, доцентом кафедри оперативної хірургії Томського медичного інституту.
У 1980—1990 роках був керівником лабораторії клінічної та експериментальної кардіології, керівником відділу профілактичної кардіології Науково-дослідного інституту кардіології Сибірського відділення Російської академії медичних наук.
Від 1990 року директор Томського науково-дослідного інституту курортології та фізіотерапії. Одночасно від 1995 року завідувач кафедри курортології та фізіотерапії Сибірського медичного університету.
Дружина — Наталія Сергіївна Левицька (до шлюбу Сергєєва). Дочка Тетяна.
Серед захоплень ученого — будівництво, природа.

## Наукова діяльність
Понад 120 наукових праць з проблем реконструктивної хірургії, фізіології, кардіології, фізіотерапії та курортології.

## Нагороди
- Медаль «За освоєння цілинних земель» (1964).
- Медаль «За трудову відзнаку» (1986).
- Звання «Заслужений діяч науки Російської Федерації» (17 березня 2003).